# Albanenser
Die Albanenser waren eine Gruppe italienischer Katharer (ecclesia Albanensium), deren Auftreten ab der zweiten Hälfte des 12. Jahrhunderts bis ins letzte Viertel des 13. Jahrhunderts nachweisbar ist. Ihr Hauptverbreitungsgebiet war die Lombardei. Ihr Name geht entweder auf den Ort Albano, östlich Brescias, zurück oder wurde von einem Hierarchen namens Albanus abgeleitet.